# Maria d'Aragona (signora di Cameros)
Maria d'Aragona (1299 – Villanueva de Sigena, 1347) è stata una principessa aragonese signora di Cameros, Almazán, Berlanga, Monteagudo e Cifuentes.

## Origine
Maria, secondo la Crónica de San Juan de la Peña era figlia del re d'Aragona e di Valencia, Conte di Barcellona e delle altre contee catalane e re di Sardegna e che era stato anche re di Sicilia e re di Maiorca, Giacomo II il Giusto (la primera huvo nombre dona María et fue muller del infant don Pero de Castiella) e della sua seconda consorte Bianca di Napoli, che sempre secondo la Crónica de San Juan de la Peña era figlia del re Carlo II d'Angiò (el dito rey don Jayme prisso por
muller dona Blanca, filla del dito rey Carlos) e della moglie,      Maria d'Ungheria, come conferma il Chronicon Dubnicense (regis Hungarie inter ahas filias
habuit unam nomine Maria vocatam, qnam Karolo claudo
filio Karoii magni, qui ex donacione ecclesie fuit rex Si-
cilie), tradiderat in uxorem).

Giacomo II il Giusto, secondo la Crónica de San Juan de la Peña era il figlio secondogenito del re d'Aragona, di Valencia e conte di Barcellona e altre contee catalane Pietro III il Grande (el otro fue clamado Jayme) e della moglie, Costanza, come conferma il The chronicle of Muntaner, figlia del re di Sicilia (figlio legittimato dell'imperatore Federico II di Svevia) Manfredi (acconsentì a dargli la figlia del re Manfredi, che era re di Sicilia e del Principato e di tutta la Calabria) e di Beatrice di Savoia.

La signoria di Cameros era composta dalle attuali comanche di Cameros nuevos, Cameros viejos, e le valli dei fiumi Cidacos e Alhama, nell'attuale comarca di Calahorra

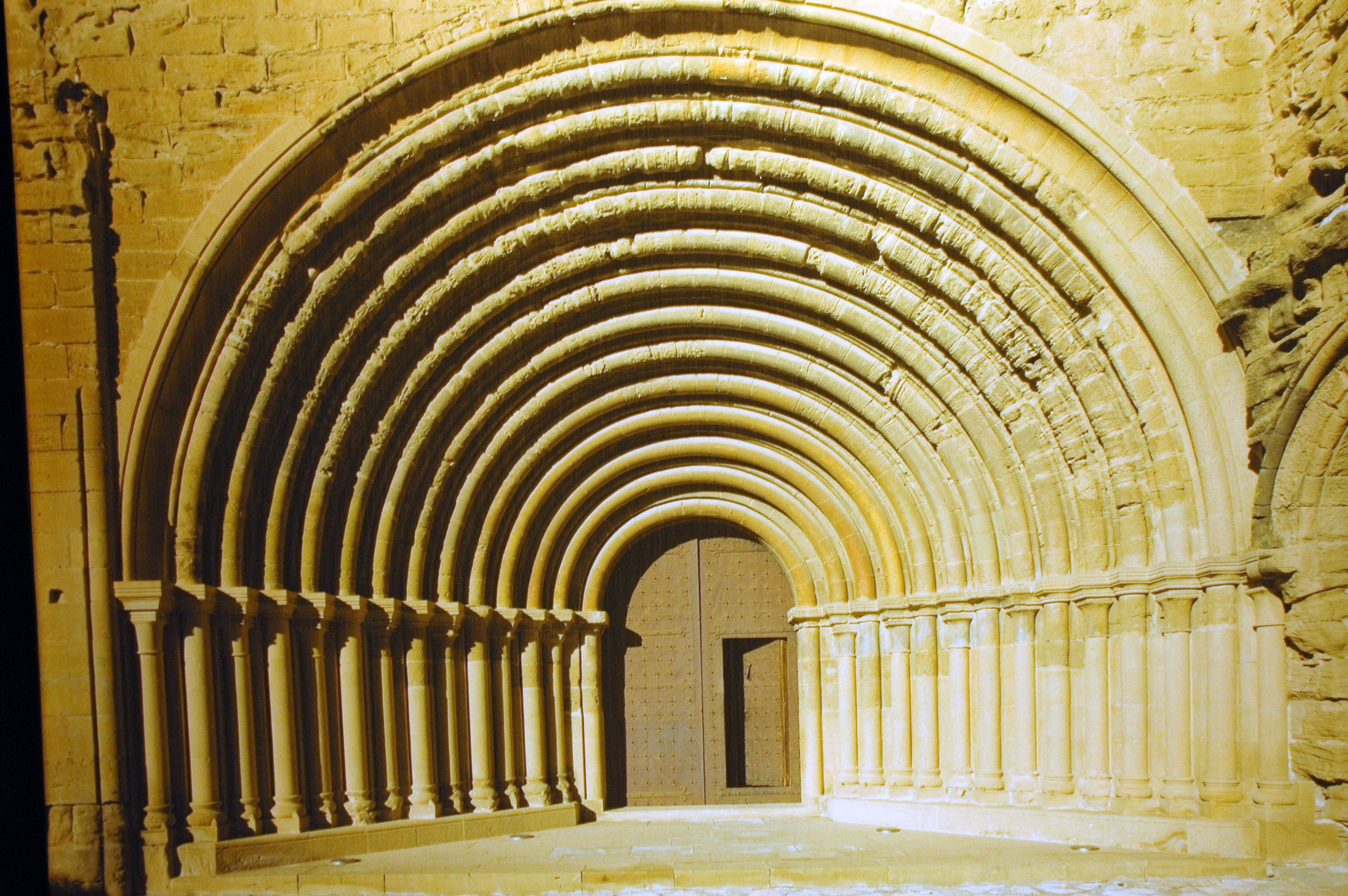
Portale della chiesa del Monastero di Santa María de Sigena, a Villanueva de Sigena

## Biografia
Le trattative matrimoniali intraprese con il regno di Castiglia portarono Maria a sposare l'infante Pietro, il 17 dicembre 1311, a Calatayud, come riporta Os Livro de Linhagens, I, Livro Velho, Portugaliæ Monumenta Historica, Scriptores, Vol. I, Fasc. II (o infante D. Pedro de suso dito filho delrey D. Sancho e da raynha D. Maria casou com a infante D. Maria d’Aragam), che, come riporta il Nobiliario de D. Pedro Conde de Bracelos, era il figlio maschio quartogenito del re di Castiglia Sancho IV di Castiglia e di Maria di Molina, che, secondo il Chronicon de Cardeña era figlia di Alfonso di Molina.

Con il matrimonio, Maria divenne signora di Cameros, Almazán, Berlanga, Monteagudo e Cifuentes. 
Nel settembre del 1312, suo cognato, il re di Castiglia, Ferdinando IV morì in Jaen, come riporta il Chronicon Domini Joannis Emmanuelis (Eadem era obiit Rex Dns Fernandus in Jaen, in September) e, dopo la morte del re, suo marito, Pietro, fu nominato reggente per il figlio di Ferdinando, Alfonso XI, assieme alla regina madre Maria di Molina (nonna di Alfonso XI), ed a suo zio, Giovanni di Castiglia, fratello di Sancho IV e fu reggente di Castiglia sino alla morte avvenuta per mano dei Mori.
Suo marito, Pietro morì durante la battaglia di Vega di Granada, nel 1319; i reggenti, Giovanni e Pietro nel 1319, avevano deciso di riprendere la guerra contro i Mori e dopo una rapida avanzata, il 25 giugno Pietro morì cadendo da cavallo durante la battaglia di Vega de Granada, mentre Giovanni fu colto da malore alla notizia della morte di Pietro. La loro morte è ricordata anche dal Chronicon Domini Joannis Emmanuelis (obierunt Infantes Dns Joannes et Dns Petrus, in Vega Granatæ).
Secondo il Diccionario biográfico español, Real Academia de la Historia, l'anno dopo, dato il deteriorarsi delle relazioni tre Castiglia ed Aragona, costrinse Maria a fare ritorno a Barcellona.
Nel 1321 fu ventilato un suo matrimonio con un fratellastro del re d'Inghilterra, Edoardo II (forse Edmondo Plantageneto, I conte di Kent), ma Maria espresse il desiderio di prendere i voti vestendo gli abiti dell'Ordine dell'ospedale e, l'anno dopo, entrò nel Monastero di Santa Maria de Sigena dove sua sorella Bianca era badessa dal giugno 1321.
Secondo il documento n° 141 de Las Huelgas de Burgos, Tome I, il re di Castiglia, Alfonso XI, nell'ottobre del 1331, intervenne per aiutare Maria con i debiti che aveva con i creditori del monastero dell'Abbazia di Las Huelgas, dove era stato sepolto il marito Pietro.
Maria ebbe un carattere impulsivo che la fece lasciare il monastero più di una volta, ma pare che, negli ultimi anni, rientrasse in monastero.

Nel 1347, a Barcellona fondo il monasterio di San Pedro Mártir, poi conosciuto come Santa Maria de Montsió, come riporta anche la Gran enciclopedia catalana. 

Maria morì in quello stesso anno e fu sepolta nel convento di Santa Caterina di Barcelona.

## Figli
In otto anni di matrimonio Maria diede al marito, Pietro, solo una figlia:
- Bianca di Castiglia (ca. 1315-Burgos 1375), (e des com era D. Branca)[7] che, nel 1325, sposò l'erede al trono del Portogallo, Pietro (que fai sposa de infante D. Pedro de Portugal)[7]; il matrimonio non fu mai consumato e, nel 1330, fu annullato. Nel 1331, Bianca divenne badessa del monastero di Santa María la Real de Las Huelgas, a Burgos, dove morì.

## Ascendenza
|                        |                 |                       | Genitori                           |  |  | Nonni |  |  | Bisnonni             |  |  | Trisnonni            |  |
|                        |                 |                       |                                    |  |  |       |  |  | Giacomo I di Aragona |  |  | Pietro II di Aragona |  |
|                        |                 |                       |                                    |  |  |       |  |  | Giacomo I di Aragona |  |  | Pietro II di Aragona |  |
|                        |                 | Maria di Montpellier  |                                    |  |  |       |  |  | Giacomo I di Aragona |  |  |                      |  |
| Pietro III d'Aragona   |                 |                       |                                    |  |  |       |  |  | Giacomo I di Aragona |  |  |                      |  |
|                        |                 | Iolanda d'Ungheria    | Andrea II d'Ungheria               |  |  |       |  |  |                      |  |  |                      |  |
|                        |                 | Iolanda d'Ungheria    | Andrea II d'Ungheria               |  |  |       |  |  |                      |  |  |                      |  |
|                        |                 | Iolanda d'Ungheria    | Iolanda di Courtenay               |  |  |       |  |  |                      |  |  |                      |  |
| Giacomo II di Aragona  |                 | Iolanda d'Ungheria    |                                    |  |  |       |  |  |                      |  |  |                      |  |
|                        |                 | Manfredi di Sicilia   | Federico II di Svevia              |  |  |       |  |  |                      |  |  |                      |  |
|                        |                 | Manfredi di Sicilia   | Federico II di Svevia              |  |  |       |  |  |                      |  |  |                      |  |
|                        |                 | Manfredi di Sicilia   | Bianca Lancia                      |  |  |       |  |  |                      |  |  |                      |  |
| Costanza di Sicilia    |                 | Manfredi di Sicilia   |                                    |  |  |       |  |  |                      |  |  |                      |  |
|                        |                 | Beatrice di Savoia    | Amedeo IV di Savoia                |  |  |       |  |  |                      |  |  |                      |  |
|                        |                 | Beatrice di Savoia    | Amedeo IV di Savoia                |  |  |       |  |  |                      |  |  |                      |  |
|                        |                 | Beatrice di Savoia    | Margherita di Borgogna             |  |  |       |  |  |                      |  |  |                      |  |
| Maria d'Aragona        |                 | Beatrice di Savoia    |                                    |  |  |       |  |  |                      |  |  |                      |  |
|                        | Carlo I d'Angiò | Luigi VIII di Francia |                                    |  |  |       |  |  |                      |  |  |                      |  |
|                        | Carlo I d'Angiò | Luigi VIII di Francia |                                    |  |  |       |  |  |                      |  |  |                      |  |
|                        | Carlo I d'Angiò | Bianca di Castiglia   |                                    |  |  |       |  |  |                      |  |  |                      |  |
| Carlo II d'Angiò       | Carlo I d'Angiò |                       |                                    |  |  |       |  |  |                      |  |  |                      |  |
|                        |                 | Beatrice di Provenza  | Raimondo Berengario IV di Provenza |  |  |       |  |  |                      |  |  |                      |  |
|                        |                 | Beatrice di Provenza  | Raimondo Berengario IV di Provenza |  |  |       |  |  |                      |  |  |                      |  |
|                        |                 | Beatrice di Provenza  | Beatrice di Savoia                 |  |  |       |  |  |                      |  |  |                      |  |
| Bianca di Napoli       |                 | Beatrice di Provenza  |                                    |  |  |       |  |  |                      |  |  |                      |  |
|                        |                 | Stefano V d'Ungheria  | Béla IV d'Ungheria                 |  |  |       |  |  |                      |  |  |                      |  |
|                        |                 | Stefano V d'Ungheria  | Béla IV d'Ungheria                 |  |  |       |  |  |                      |  |  |                      |  |
|                        |                 | Stefano V d'Ungheria  | Maria Laskarina                    |  |  |       |  |  |                      |  |  |                      |  |
| Maria Arpad d'Ungheria |                 | Stefano V d'Ungheria  |                                    |  |  |       |  |  |                      |  |  |                      |  |
|                        |                 | Elisabetta dei Cumani | Köten, re dei Cumani               |  |  |       |  |  |                      |  |  |                      |  |
|                        |                 | Elisabetta dei Cumani | Köten, re dei Cumani               |  |  |       |  |  |                      |  |  |                      |  |
|                        |                 | Elisabetta dei Cumani | …                                  |  |  |       |  |  |                      |  |  |                      |  |
|                        |                 | Elisabetta dei Cumani |                                    |  |  |       |  |  |                      |  |  |                      |  |

### Fonti primarie
- (LA)  Chronicon Dubnicense.
- (LA, ES) España sagrada, Volume 23.
- (LA) España sagrada, Volume 2.
- (EN)  #ES The chronicle of Muntaner.
- (ES) Crónica de San Juan de la Peña (PDF).
- (ES) Las Huelgas de Burgos, Tome I.
- (PT)  Livro de Linhagens, I, Livro Velho, Portugaliæ Monumenta Historica, Scriptores, Vol. I, Fasc. II

### Letteratura storiografica
- Rafael Altamira, "La Spagna (1031-1248)", in Storia del mondo medievale, vol. V, 1999, pp. 865–896
- (PT)  Nobiliario del Conde de Barcelos Don Pedro, Hijo del Rey Don Dionisio, Reyes de Portugal
- (ES)  Texto del artículo en fichero de Microsoft Word o LibreOffice (necesario)-592-2-10- La infanta Dona Maria